# 阿魯屈拉

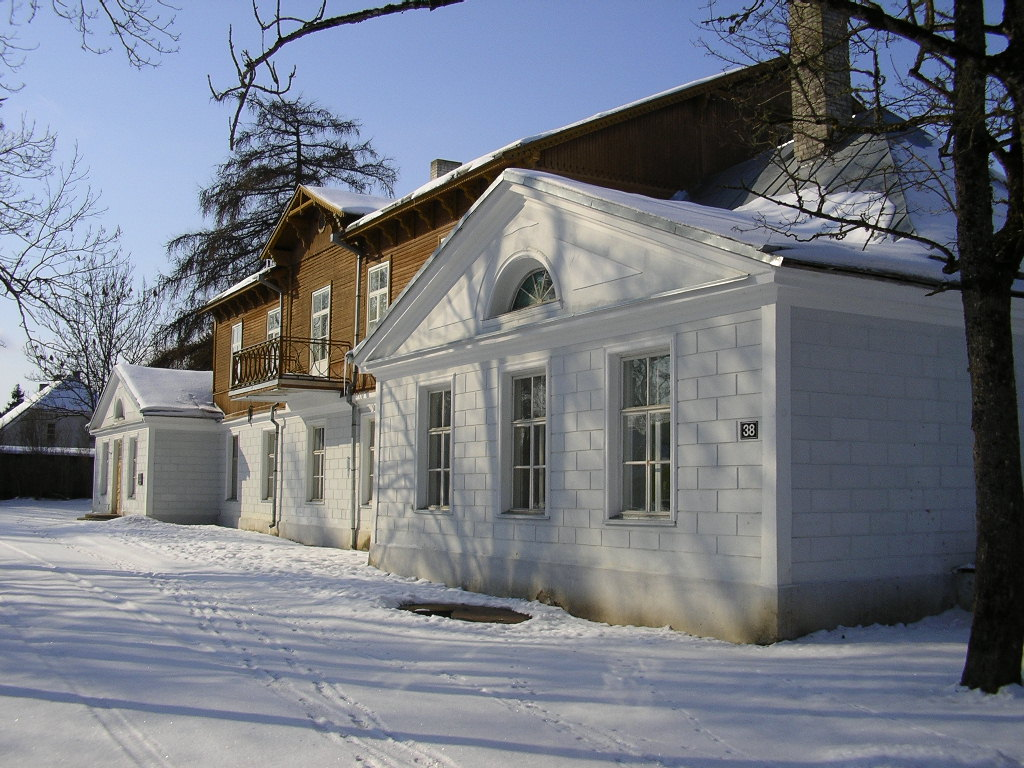
阿鲁屈拉庄园

阿魯屈拉，是愛沙尼亞哈爾尤縣拉西庫市镇内的小鎮及其行政中心，位於該國北部，面積3.6平方公里，2013年人口2,016，人口密度每平方公里570人。